# Rachelle Lefèvre

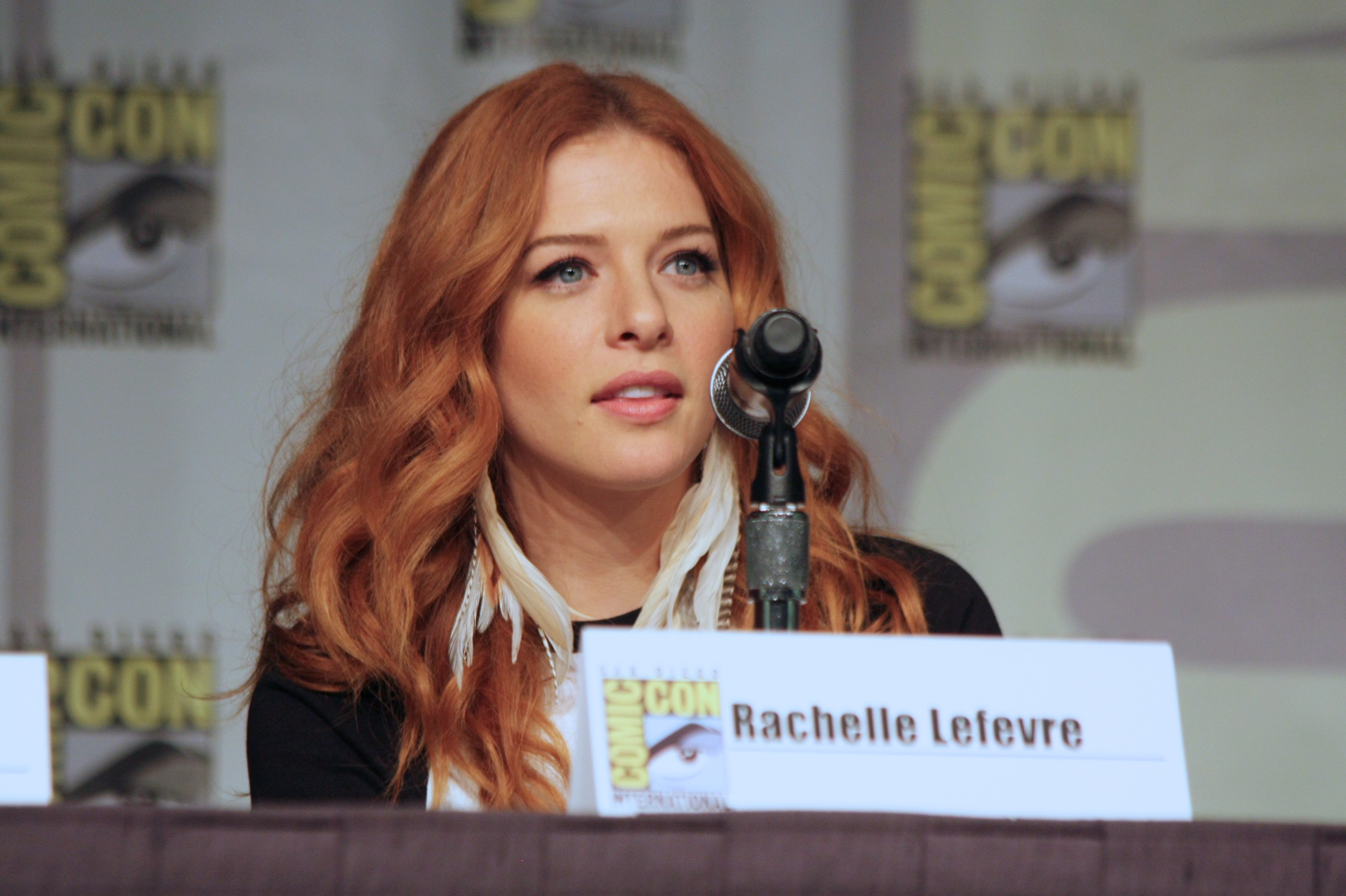
Rachelle Lefèvre im Juli 2013 auf der San Diego Comic-Con International

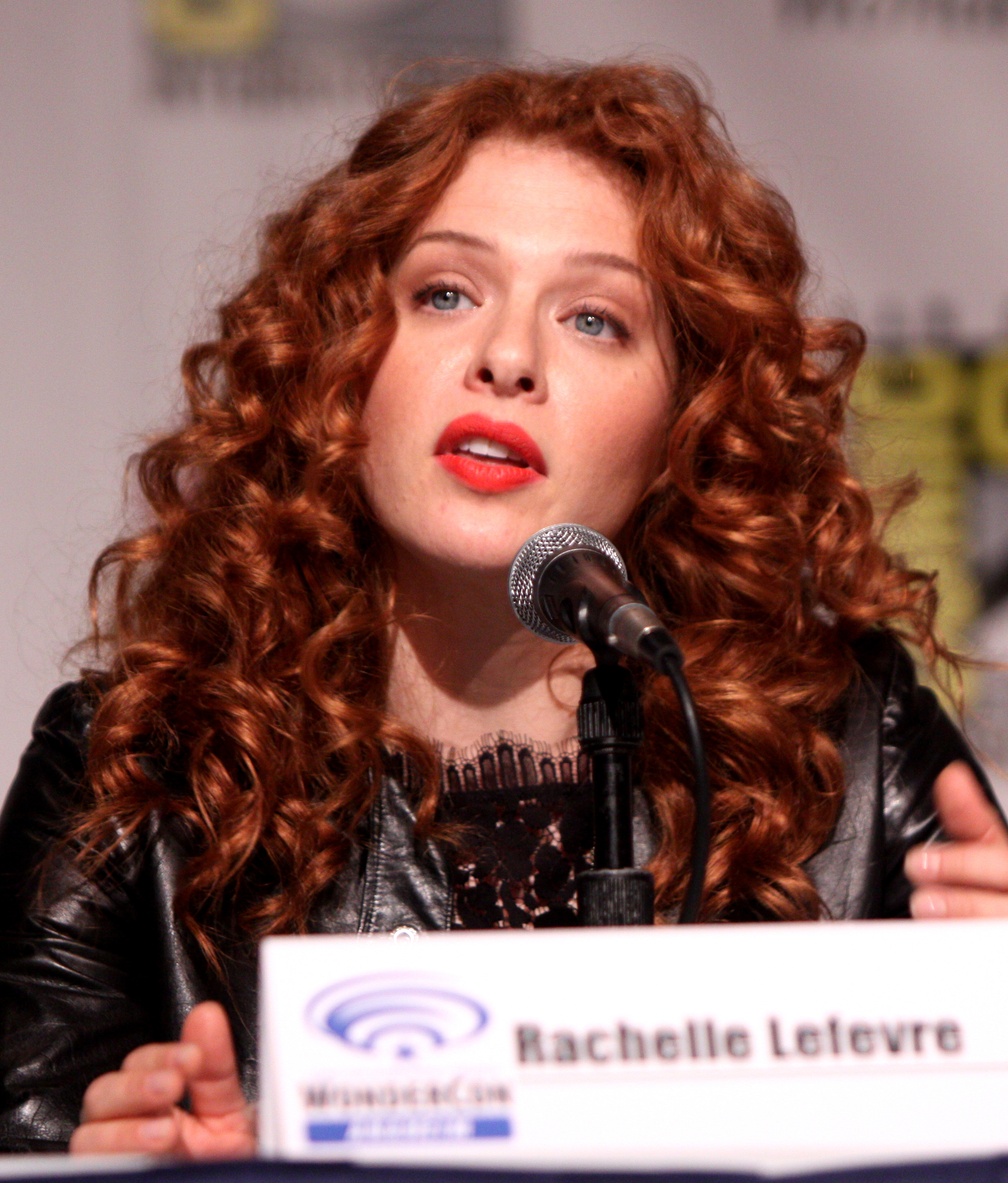
Rachelle Lefèvre im März 2013 auf der WonderCon-Convention

Rachelle Marie Lefèvre [engl. ləˈfɛv, frz. ləˈfɛvʁ(ə)] (* 1. Februar 1979 in Montreal) ist eine kanadische Schauspielerin. Bekannt ist sie vor allem als Vampirin Victoria Sutherland in dem Film Twilight – Biss zum Morgengrauen und der Fortsetzung New Moon – Biss zur Mittagsstunde nach den Romanen von Stephenie Meyer.

## Jugend
Lefèvre wurde in Montreal, Kanada geboren und wuchs dort auf. Ihr Vater ist Englischlehrer, ihre Mutter Psychologin. Ihre Familie väterlicherseits stammt aus Frankreich und Irland, weshalb Lefèvre und ihre drei Schwestern sowohl englisch- als auch französischsprachig aufwuchsen. Sie besuchte die Centennial Academy, eine private Highschool, und studierte Creative Arts am Dawson College. Sie studierte außerdem zwei Semester Theater an der Walnut Hill School in Massachusetts und machte später einen Abschluss in Pädagogik und Literatur auf der McGill University.

## Karriere

### Karrierebeginn
Neben ihrem Studium arbeitete Lefèvre als Bedienung in einer Sushibar in Montreal und erzählte einem Kunden, dass sie gerne Schauspielerin werden würde. Zufällig hörte ein weiterer Gast, der mit einem Castingchef befreundet war, das Gespräch mit an und besorgte ihr ihre erste Rolle – als Stacey Hanson in der kanadischen Fernsehserie Big Wolf on Campus (1999). Parallel zu den Dreharbeiten beendete sie ihr Studium an der McGill University. Ebenfalls 1999 war sie im Fernsehfilm Die Legende von Sleepy Hollow als Katrina Van Tassle zu sehen.
Ihre ersten größeren Filmrollen spielte sie in dem Kinofilm Geständnisse – Confessions of a Dangerous Mind (2002) mit Drew Barrymore, unter der Regie von George Clooney und in den Fernsehfilmen Picking Up and Dropping Off (2003) und See Jane Date (2003). 2003 spielte sie eine Rolle in der romantischen Komödie Hatley High und war als Etta Place in dem Fernsehfilm Die Legende von Butch and Sundance zu sehen. Im gleichen Jahr hatte sie eine Gastrolle in der erfolgreichen Serie Charmed – Zauberhafte Hexen als Olivia Callaway in der Episode Love's a Witch. 2004 zog sie nach Kalifornien und spielte in diesem Jahr Rollen in den Filmen Noel unter der Regie von Chazz Palminteri und an der Seite von Penélope Cruz und Charlize Theron in Head in the Clouds.
2005 war sie in den Fox-Serien Life on a Stick und The Pool Guys zu sehen und spielte 2006 in elf Folgen der kurzlebigen Serie What About Brian die Heather. Lefèvre wurde 2008 als Annie Cartwright in der Serie Life on Mars besetzt. Nach den Dreharbeiten der Pilotfolge wurde sie aber durch Gretchen Mol ersetzt.

### Durchbruch
2008 erhielt Lefèvre internationale Beachtung durch die Rolle der Vampirin Victoria Sutherland in Twilight – Biss zum Morgengrauen, der Verfilmung des ersten Romanes aus der Bis(s)-Reihe von Stephenie Meyer. Nach dem Vorsprechen für die Rolle schrieb sie einen dreiseitigen Brief an die Regisseurin Catherine Hardwicke, warum sie die Richtige für die Rolle sei. Zur Vorbereitung auf ihre Rolle schaute sie sich Löwenkämpfe auf Video an, um Victorias Bewegungen von menschlichen zu unterscheiden. Außerdem nahm sie Trapezunterricht. Die Vampirromanze war ein internationaler Kinoerfolg und zog die Verfilmung des zweiten Buches Bis(s) zur Mittagsstunde nach sich. Lefèvre wiederholte die Rolle der Victoria in New Moon – Biss zur Mittagsstunde, diesmal unter der Regie von Chris Weitz. Für den Film wurde sie 2010 mit einem Teen Choice Award in der Kategorie Bester Bösewicht ausgezeichnet. In der dritten Filmadaption Eclipse – Biss zum Abendrot wurde ihre Rolle mit Bryce Dallas Howard neu besetzt. Das Produktionsstudio Summit Entertainment begründete diese Entscheidung mit überschneidenden Drehplänen von Eclipse und Barney’s Version, einem anderen Filmprojekt Lefèvres. Lefèvre beschrieb diese Entscheidung als „Überraschend“ und „sehr enttäuschend“. Fans der Twilight-Reihe reagierten auf die Umbesetzung mit Online-Petitionen und Videobotschaften und setzten sich so vergeblich für ihre Rückkehr ein. Auch von Kritikern wurde die Umbesetzung überwiegend negativ aufgenommen.
Parallel zu den Twilight Filmen stand Lefèvre für eine Gastrolle in der Serie Eli Stone (2008) vor der Kamera und hatte eine wiederkehrende Rolle in Boston Legal (2008). 2009 spielte sie eine Rolle in der Miniserie The Summit.

### Karriere nach Twilight

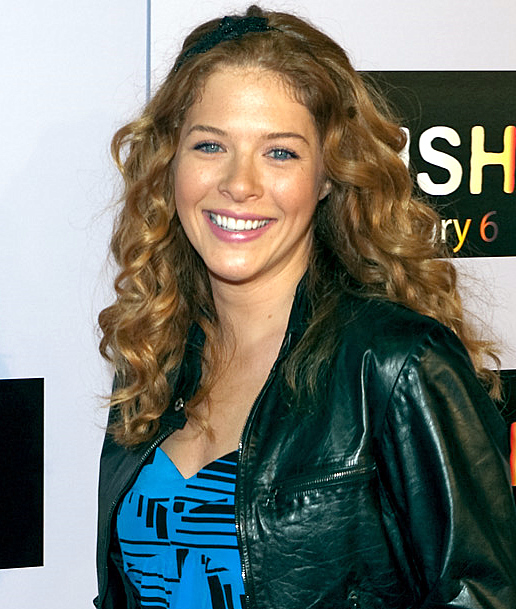
Rachelle Lefèvre auf der Filmpremiere von Push im Januar 2009

2010 stand sie für den Spielfilm Casino Jack an der Seite von Kevin Spacey vor der Kamera. Der Film erzählt die wahre Geschichte des amerikanischen politischen Lobbyisten Jack Abramoff (Spacey). Sie spielt darin die Rolle der Pressesprecherin Emily Miller. Außerdem war sie in Barney’s Version, der Filmadaption des gleichnamigen preisgekrönten Bestsellers von Mordecai Richler, der in Deutschland unter dem Titel Wie Barney es sieht erschien, zu sehen. Lefèvre spielt die Rolle der Clara, einer manisch depressiven Poetin, die Barneys (Paul Giamatti) erste Frau wird. Der Film wurde auf den Filmfestspielen von Venedig uraufgeführt und erhielt positive Kritiken sowie einen Golden Globe. Im gleichen Jahr drehte sie den Thriller The Caller an der Seite von Stephen Moyer. Darin ersetzt sie Brittany Murphy, die ursprünglich für die Hauptrolle gecastet wurde. Lefèvre war zudem in zwei Folgen der Serie The Deep End zu sehen, in der sie ursprünglich eine wiederkehrende Rolle übernehmen sollte. Die Anwaltsserie wurde aber nach wenigen Folgen eingestellt.
2010 wurde Lefèvre für eine Hauptrolle in der Arzt-Serie Off the Map engagiert, kreiert und produziert von Shonda Rhimes, der Schöpferin von Grey’s Anatomy. Sie spielt darin die Ärztin Dr. Ryan Clark, die am Amazonas praktiziert. Die Serie wurde von Januar bis April 2011 im amerikanischen Fernsehen ausgestrahlt.
2011 übernahm Lefèvre erneut die Rolle einer Ärztin in der Dramaserie A Gifted Man. In der Serie geht es um den karriereorientierten Neurochirurgen Michael Holt (Patrick Wilson) dem seine verstorbene Ehefrau erscheint, welche ihm ins Gewissen redet. Die Pilotfolge wurde am 23. September 2011 auf dem amerikanischen Sender CBS ausgestrahlt. Nach 16 Folgen wurde die Serie eingestellt.
2012 stand Lefèvre für den Thriller White House Down neben Channing Tatum und Jamie Foxx vor der Kamera und drehte den Actionfilm Homefront mit James Franco und Winona Ryder. Von 2013 bis 2015 war Lefèvre in einer Hauptrolle in der Serie Under the Dome zu sehen. Sie basiert auf dem gleichnamigen Roman von Stephen King, der in Deutschland unter dem Titel Die Arena erschien.

## Persönliches
Lefèvre lebt in Los Angeles, Kalifornien. Ab Juni 2009 war sie mit dem Schauspieler Jamie Thomas King (Die Tudors) liiert. 2009 leitete sie eine Wohltätigkeitsauktion, für die sie bei eBay Merchandising-Artikel, die von ihren Twilight-Kollegen signiert wurden, versteigerte. Den Erlös spendete sie für obdachlose Kinder. Außerdem macht sie Werbung für die Tierschutzorganisation Best Friends Animal. Seit 2013 ist Lefèvre mit Chris Crary liiert. Sie ist Mutter zweier Kinder.

## Deutsche Synchronisation
Lefèvre hat bis dato keine feste deutsche Synchronstimme. Sie wurde in Geständnisse – Confessions of a Dangerous Mind (2002) und Under the Dome (2013) von Svantje Wascher synchronisiert. Sonja Spuhl war ihre deutsche Stimme in The River King (2005), CSI: NY (2007) und Eli Stone (2008). Nana Spier sprach sie in CSI: Den Tätern auf der Spur (2009) und Sabine Gutberlet in Ghost Writer (2007). In Boston Legal (2008) und White House Down (2013) wurde sie von Maria Koschny gesprochen. Melanie Hinze war ihre Synchronsprecherin in Bones – Die Knochenjägerin (2005) und The Closer (2007). Von Manja Doering wurde sie in What About Brian (2006) gesprochen. Marion von Stengel war ihre deutsche Stimme in Twilight – Biss zum Morgengrauen (2008) und New Moon – Biss zur Mittagsstunde (2009).

## Filmografie (Auswahl)

### Kinofilme
- 2000: Stardom
- 2001: Dead Awake
- 2001: Life in the Balance
- 2002: Abandon – Ein mörderisches Spiel (Abandon)
- 2002: Geständnisse – Confessions of a Dangerous Mind (Confessions of a Dangerous Mind)
- 2003: Deception
- 2003: Hatley High
- 2004: The Big Thing
- 2004: Notruf aus der Todeszelle (Life in the Balance)
- 2004: Die Spiele der Frauen (Head in the Clouds)
- 2004: Noel – Engel in Manhattan (Noel)
- 2005: The River King
- 2005: Pure
- 2007: Suffering Man’s Charity
- 2007: Fugitive Pieces
- 2008: Prom Wars: Love is a Battlefield (Prom Wars)
- 2008: Twilight – Biss zum Morgengrauen (Twilight)
- 2009: New Moon – Biss zur Mittagsstunde (The Twilight Saga: New Moon)
- 2010: Barney’s Version
- 2010: Casino Jack
- 2011: The Caller – Anrufe aus der Vergangenheit (The Caller)
- 2011: Pool Boys (The Pool Boys)
- 2012: Omerta
- 2013: Die Legende von Sarila (The Legend of Sarila, Sprechrolle)
- 2013: White House Down
- 2013: Gangster Chronicles (Pawn Shop Chronicles)
- 2013: Homefront
- 2014: Reclaim – Auf eigenes Risiko (Reclaim)
- 2016: Gefangene der Kälte (Edge of Winter)
- 2017: Hollow in the Land

### Fernsehserien und Filme
- 1999: Teenage Werewolf (Big Wolf on Campus, 22 Folgen)
- 1999: Die Legende von Sleepy Hollow (The Legend of Sleepy Hollow, Film)
- 2000: Begierde – The Hunger (The Hunger, 1 Folge)
- 2002: Bliss – Erotische Versuchungen (Bliss, 1 Folge)
- 2002: Galidor: Defenders of the Outer Dimension (1 Folge)
- 2002: Undressed – Wer mit wem? (Undressed, 6 Folgen)
- 2003: Largo Winch – Gefährliches Erbe (Largo Winch, 1 Folge)
- 2003: See Jane Date (Film)
- 2003: Charmed – Zauberhafte Hexen (Charmed, 1 Folge)
- 2003: Picking Up & Dropping Off (Film)
- 2004: Großstadt Schocker (Petits mythes urbain, 1 Folge)
- 2004: Die Legende von Butch und Sundance (The Legend of Butch & Sundance, Film)
- 2005: Pool Guys (Film)
- 2005: Life on a Stick (13 Folgen)
- 2005: Bones – Die Knochenjägerin (Bones, 1 Folge)
- 2006: Veronica Mars (1 Folge)
- 2006: The Class (2 Folgen)
- 2006: Four Kings (2 Folgen)
- 2006: What About Brian (11 Folgen)
- 2007: How I Met Your Mother (1 Folge)
- 2007: The Closer (1 Folge)
- 2007: CSI: NY (1 Folge)
- 2008: Boston Legal (3 Folgen)
- 2008: Swingtown (5 Folgen)
- 2008: Eli Stone (1 Folge)
- 2008: The Summit – Todesvirus beim Gipfeltreffen (Alternativ: Virus – Der Tod kennt keine Grenzen) (The Summit, Film)
- 2008: CSI: Vegas (CSI: Crime Scene Investigation, 1 Folge)
- 2008: Life on Mars (Film)
- 2009: Entführt – Du gehörst zu uns! (Do You Know Me, Film)
- 2009: Better Off Ted – Die Chaos AG (Better Off Ted, 1 Folge)
- 2010: Gimme Shelter (Film)
- 2010: The Deep End (2 Folgen)
- 2011: Reconstruction (Film)
- 2011: Off the Map (13 Folgen)
- 2011: A Gifted Man (14 Folgen)
- 2013–2015: Under the Dome (39 Folgen)
- 2017: Law & Order: New York (Folge 18x08)
- 2017: Philip K. Dick’s Electric Dreams (Folge 1x05)
- 2018: Mary Kills People (6 Folgen)
- 2019: Proven Innocent (13 Folgen)
- 2020: The Sounds (8 Folgen)
- 2022: Law & Order (Folge 21x02)
- 2022: Ein Leuchtturm zum Verlieben (Moriah’s Lighthouse, Film)
- 2022: Der Duft von Apfelblüten (The Secrets of Bella Vista, Film)
- 2024: Holidazed (Miniserie, 8 Folgen)

## Auszeichnungen
Teen Choice Awards:
- 2010: Auszeichnung in der Kategorie Choice Movie Villain für New Moon – Biss zur Mittagsstunde[14]
- 2010: Auszeichnung in der Kategorie Most Fanatic Fans (Twilight-Ensemble) für New Moon – Biss zur Mittagsstunde[14]